# مونوریل تاما توشی
مونوریل تاما توشی (انگلیسی: Tama Toshi Monorail Line) یک سیستم مونوریل در شهر منطقه تاما توکیو است.
این مونوریل که در سال ۱۹۹۸ تأسیس شده دارای ۱ خط، ۱۹ ایستگاه و ۱۶ کیلومتر طول می‌باشد.

## نگارخانه

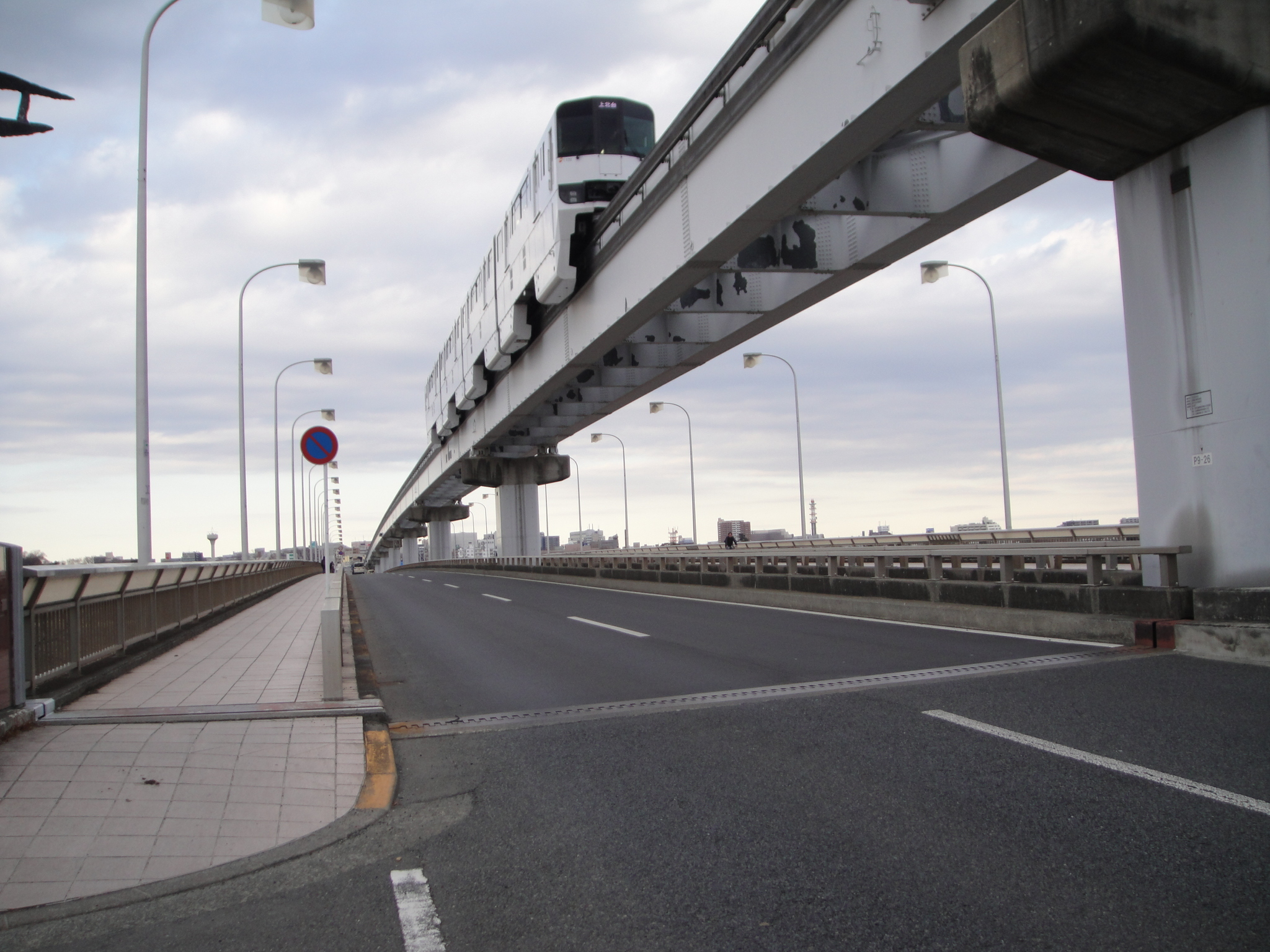
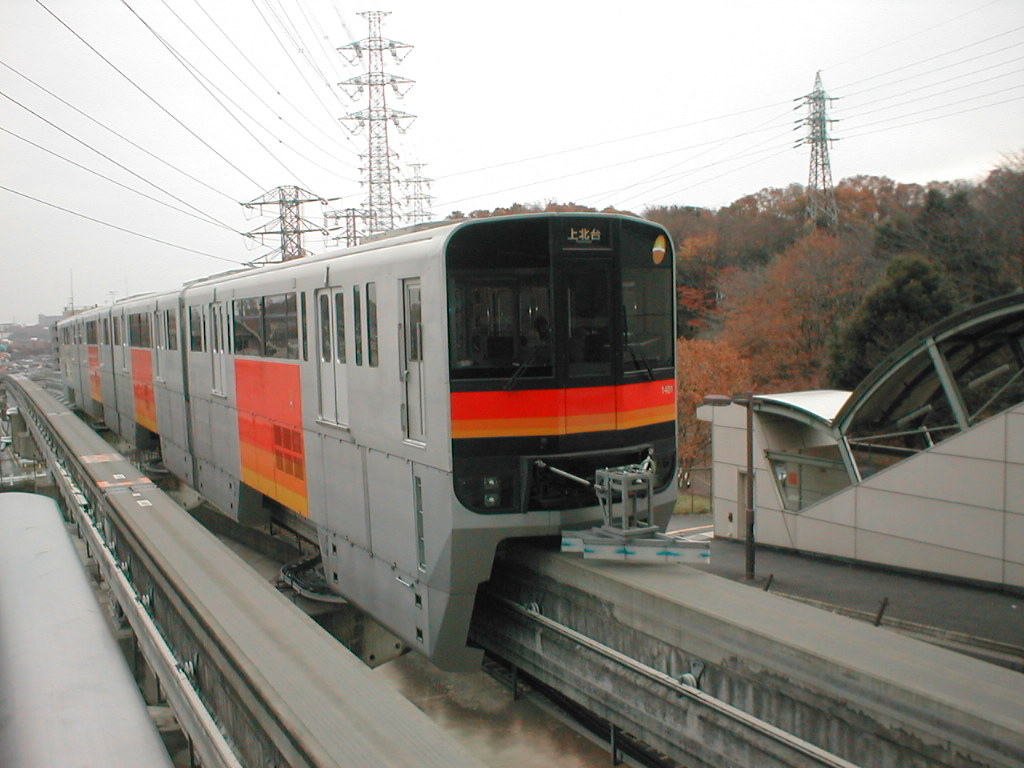
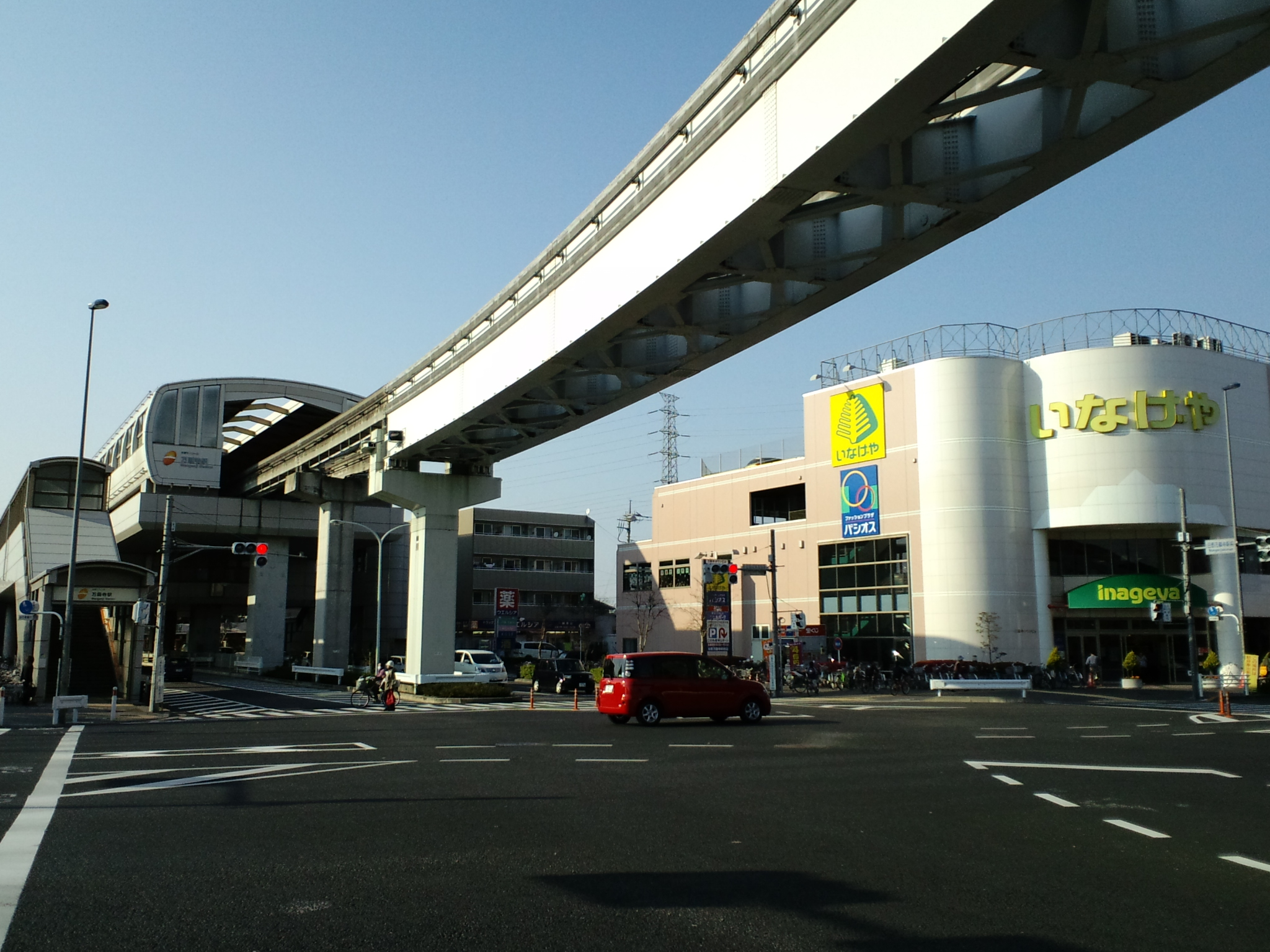
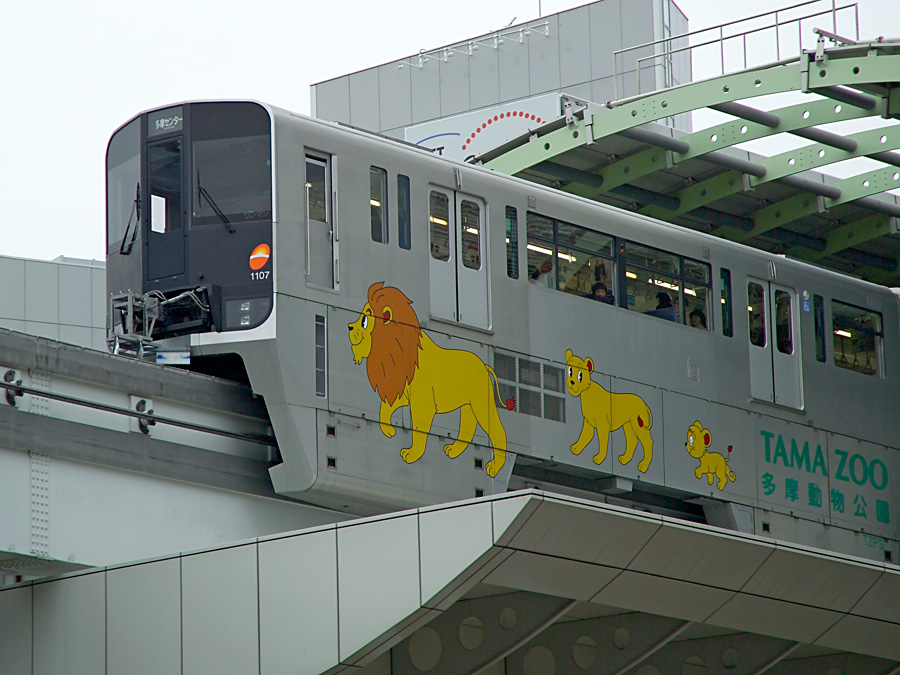